# Andriy Kuzmenko
Andriy Kuzmenko (en ukrainien: Андрі́й Ві́кторович Кузьме́нко), né le 17 août 1968 à Sambir (oblast de Lviv) et mort le 2 février 2015 à Lozuvatka (oblast de Dnipropetrovsk), est un chanteur, écrivain, animateur de télévision et acteur ukrainien.

## Biographie
Surtout connu comme chanteur et leader du groupe de rock Scriabine, fondé en 1989, il est une vedette populaire dans son pays.

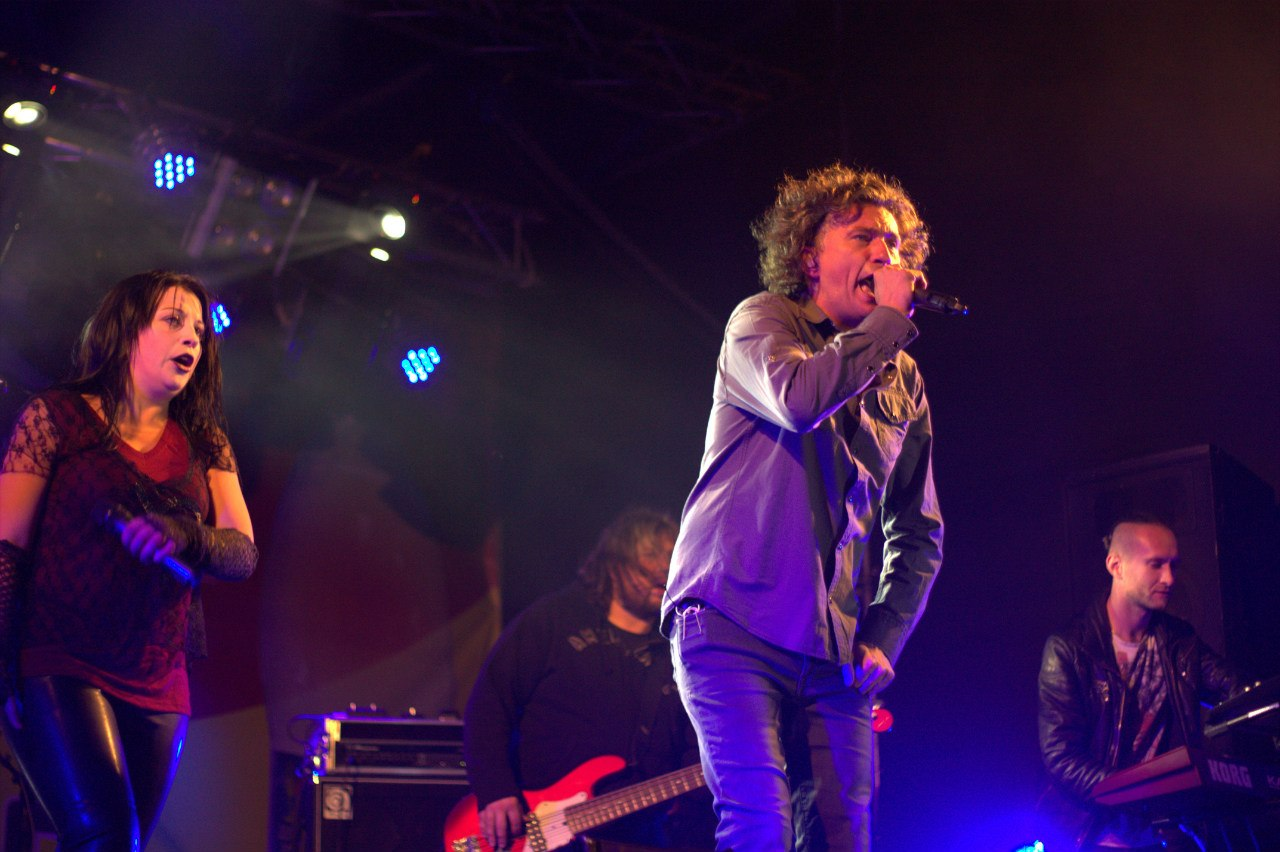
Scriabin concert in Melitopol 2014

Il meurt dans un accident de la circulation. Le 1er février 2015, le groupe fêtait ses 25 ans sur scène à Kryvyï Rih. Le lendemain, vers 8 h 20, l'artiste au volant de son Toyota Sequoia rentrait à Kiev. Sa voiture est entrée en collision avec un GAZ-53 transportant du lait. Le chanteur est mort sur le lieu de l'accident.

## Hommage
En 2018 un timbre a son effigie est édité.